# Руднєва Євгенія Максимівна
Євге́нія Макси́мівна Ру́днєва (24 грудня 1920 — 9 квітня 1944) — радянська льотчиця, Герой Радянського Союзу (1944). В роки німецько-радянської війни штурман 46-го гвардійського нічного бомбардувального авіаційного полку (325-а нічна бомбардувальна авіаційна дивізія, 4-а повітряна армія, Четвертий Український фронт), гвардії старший лейтенант.

## Біографія
Народилася 24 грудня 1920 року в місті Бердянську Запорізької області в родині службовця. Українка. Член ВКП(б) з 1943 року.
У 1930 році переїхала до Підмосков'я. Мешкала у селищі Салтиковка, місті Бабушкін Московської області. Після закінчення середньої школи у 1938 році вступила на механіко-математичний факультет Московського державного університету. Цікавилась астрономією. До початку німецько-радянської війни закінчила 3 курси.
У жовтні 1941 року за мобілізацією ЦК ВЛКСМ вступила до лав РСЧА. Закінчила прискорений штурманський курс при Енгельсській авіаційній школі. Учасник німецько-радянської війни з 27 травня 1942 року. У складі 46-го гвардійського (588-го) нічного бомбардувального авіаційного полку пройшла шлях від штурмана авіаційної ескадрильї до штурмана авіаційного полку. Воювала на Південному, Північно-Кавказькому і 4-у Українському фронтах.
За період бойових дій на літакові По-2 здійснила 645 бойових вильотів з бойовим нальотом 796 літако-годин. На ворожі позиції те вузли комунікацій скинула 79000 кг бомбового вантажу. За неповними даними викликала у стані ворога 73 вогнища пожеж і 90 вибухів, знищила 2 переправи, 1 залізничний ешелон, 2 зенітні точки, 1 прожектор, до взводу піхоти.
В ніч на 9 квітня 1944 року, виконуючи бойове завдання по знищенню мотомеханізованих колон і живої сили ворога північніше Керчі, її літак потрапив у промені прожекторів і був обстріляний вогнем зенітної артилерії з пункту Тархан. У результаті прямого попадання літак загорівся і, розвалюючись на частини, почав падати. Екіпаж згорів разом з літаком.

## Нагороди
Указом Президії Верховної Ради СРСР від 26 жовтня 1944 року за відмінне керівництво і виховання штурманського складу, здійснення 645 нічних бойових вильотів з високою ефективністю та виявлені при цьому мужність, героїзм і відвагу, штурманові авіаційного полку гвардії старшому лейтенантові Руднєвій Євгенії Максимівні присвоєне звання Героя Радянського Союзу (посмертно).
Нагороджена орденами Леніна (26.10.1944) Червоного Прапора (27.04.1943), Вітчизняної війни 1-го ступеня (25.10.1943), Червоної Зірки (09.09.1942).

## Пам'ять

Пам'ятник Руднєвій у Керчі

Пам'ятник Є. М. Руднєвій встановлений біля школи, де вона вчилась у селищі Салтиковка.
У парку «Сокольники» та біля школи № 309 у Москві встановлені погруддя.
У містах Бердянськ, Керч, Москва, селищі Салтиковка ім'ям Євгенії Руднєвої названо вулиці.
Також її ім'ям названо малу планету Сонячної системи 1907 Руднєва.